# スワンボート (レース用)
スワンボートとは、タイを中心にボートレース用に用いられている手漕式のボートである。チャオプラヤ川では毎年9月に大規模な国際大会「タイ国国際スワンボートレース」が開催されている。
水鳥を模した船首と細身の船体をもち、複数の選手が乗って短いオールで水面を一斉にかいで進むもので、競技や使用されるボート自体は長崎市のペーロンや沖縄県の爬竜（ハーリー）に似る、ドラゴンボート様の競争用ボートである。
なおタイ国国際スワンボートレースでは、同国と観光協定にある仙台市・福島市・山形市がタイ王国との国交120年を記念する事業として選手を派遣、2007年9月9日に開催された第19回大会に参加した。